# Zbór Kościoła Adwentystów Dnia Siódmego w Poznaniu
Zbór Kościoła Adwentystów Dnia Siódmego w Poznaniu – zbór adwentystyczny w Poznaniu, należący do okręgu wielkopolskiego diecezji zachodniej Kościoła Adwentystów Dnia Siódmego w RP, drugi, pod względem ilości wiernych, zbór tej diecezji.
Pastorem zboru jest pastor Piotr Zawadzki, natomiast starszym zboru –Leszek Sołyga. Nabożeństwa odbywają się w kościele przy ul. Zeylanda 11 każdej soboty o godz. 9.30.

## Działalność
Poznański zbór adwentystyczny, poza odprawianiem regularnych cotygodniowych nabożeństw i przedsięwzięć misyjnych, jest zaangażowany także w pracę społeczną. Systematycznie odbywają się programy antynikotynowe „Rzucisz palenie”, a także comiesięczne programy organizowane przez powołane do tego celu Stowarzyszenie Promocji Zdrowego Stylu Życia m.in. kursy pieczenia chleba czy domowej szkoły zdrowego gotowania.
Zbór poznański jest także miejscem dorocznych Diecezjalnych Zjazdów Młodzieży. Przy zborze funkcjonuje dziecięcy zespół muzyczno-wokalny Tęczowa ósemka.

## Historia
Poznański zbór adwentystyczny jest jednym z najstarszych w Polsce. Został założony w roku 1895, choć jego korzenie sięgają działającego wiele lat wcześniej, zboru chrześcijańsko-apostolskiego, rodzimego ruchu o charakterze mesjanistyczno-eschatologicznym, któremu przewodził Juliusz Stangnowski. Grupa ta wydzieliła się w 1863 roku ze zboru baptystycznego w Gajdach na skutek przyjęcia soboty jako dnia świętego, postulowania całkowitej abstynencji od używania wyrobów tytoniowych i alkoholowych oraz głoszenia rychłego powtórnego przyjścia Chrystusa w roku 1896. Charakteryzowała się ponadto dużym naciskiem na pracę misyjną i dyscypliną zakazu zawierania małżeństw osób wierzących z osobami niewierzącymi. Grupa Stangnowskiego funkcjonowała równolegle w wielu miastach Niemiec i Prus Wschodnich a zbór chrześcijańsko-apostolski działał m.in. w Poznaniu.
Po śmierci Stangnowskiego w 1891 r. jeden z członków grupy zapoznał się z adwentystycznym traktatem pt. Jaki dzień święcisz i dlaczego? po którego lekturze grupa Stangnowskiego, nie posiadająca już wówczas przywódcy, postanowiła nawiązać kontakt z autorem traktatu reprezentującym Kościół Adwentystów Dnia Siódmego. Na wiosnę 1894 r. zbory Stangnowskiego odwiedził pastor Ludwig Richard Conradi – jeden z ojców-pionierów europejskiego adwentyzmu, misjonarz adwentystyczny w Azji i Afryce, organizator pierwszych wydawnictw adwentystycznych w Europie i późniejszy przewodniczący europejskiej Generalnej Konferencji. Jesienią tego samego roku powstał zbór Kościoła Adwentystów Dnia Siódmego, do którego należało 11 osób wywodzących się z grupy Stangnowskiego. Rozwój adwentyzmu postępował w kolejnych latach, toteż w 1903 r. podczas konferencji Unii niemieckiej Kościoła adwentystycznego postanowiono wydzielić z diecezji wschodnioniemieckiej oddzielną diecezję pruską.
Przewodniczący diecezji – pastor Wagner – w marcu 1901 r. odwiedził adwentystów mieszkających w Poznaniu i Szamotułach, gdzie odprawiał nabożeństwa i udzielał wiernym św. Wieczerzy Pańskiej. 2 kwietnia odbył się w Poznaniu chrzest św. sześciu osób. We wrześniu odbyły się wykłady ewangelizacyjne, wskutek których kolejne 4 osoby ochrzczono na wyznanie wiary. Także osoby wyznania baptystycznego ochrzczone wcześniej, zostały przyłączone do Kościoła Adwentystów Dnia Siódmego poprzez głosowanie. W kolejnych dniach miały miejsce następne chrzty.
W 1900 r. w do poznańskiego zboru adwentystycznego należało 15 osób, w 1903 – 28, w 1910 – 59, a w 1914 – 68.
Podobnie, jak w większości krajów Europy, a szczególnie na terenie Unii niemieckiej Kościoła adwentystycznego, podczas I wojny światowej doszło do kryzysu w sprawie uczestnictwa adwentystów w służbie wojskowej. Kościół Adwentystów Dnia Siódmego zajął wówczas umiarkowane stanowisko, czemu sprzeciwiło się część członków o radykalnie pacyfistycznych poglądach. Osoby te stworzyły Ruch Reformacyjny Adwentystów Dnia Siódmego, którego zwolennicy znajdowali się także w Poznaniu. Po wojnie ruch przekształcił się ostatecznie w oddzielne wyznanie o odrębnej międzynarodowej strukturze. Cześć poznańskich adwentystów przyłączyła się do nowego wyznania i stworzyła oddzielny zbór Kościoła Reformowanego Adwentystów Dnia Siódmego. Jego siedziba znajduje się przy ul. Rugijskiej 36.